# Eurovisão
A Eurovisão é um conjunto de seis festivais relacionados com as artes (música, dança e talentos). Ao todo é composta por seis eventos diferentes, que no total já proporcionaram quase cem edições distintas, e mais de cem  se se contar as semi-finais. O primeiro evento a ser criado foi o Festival Eurovisão da Canção, em 1956, e conta já com 69 edições realizadas. Anos mais tarde, em 1982 e 1985, foram criados o Festival Eurovisão de Jovens Músicos e o Festival Eurovisão de Jovens Dançarinos, respectivamente, e com edições bianuais; mais de trinta anos depois, chegou a vez dos mais novos se apresentarem perante a Europa, no Festival Eurovisão da Canção Júnior, criado em 2003; a dança passou a integrar os festivais da Eurovisão em 2007, com a criação do Festival Eurovisão da Dança; o último festival a ser criado foi o Coro Eurovisão do Ano, com a primeira edição a ocorrer em 2017. Todos os eventos estão ao alcance de 56 países europeus, membros da União Europeia de Radiodifusão. Os concursos são transmitidos na televisão e também nas rádios por toda a Europa. Recentemente, a transmissão destes foi também alargada a outros países não europeus e também pode ser acompanhada na internet, chegando assim a todo o Mundo. O principal festival, a Eurovisão da Canção, consegue atrair a atenção de quase um bilião de pessoas por ano, em todo o Mundo, sendo um dos eventos mais vistos no planeta, e intitulado como o Europe's favourite TV-show (O programa televisivo preferido da Europa). Uma das maiores características do pré-Eurovisão, é a escolha do representante de cada país, que pode ser efectuada internamente ou aberta ao público, como a maioria ocorre. Muitos destes eventos são também eles já símbolos da música Europeia, e tornaram-se os maiores eventos musicais e televisivos de alguns países, apenas atrás da Eurovisão.

## Locais das competições e edições
| Ano  | Festival Eurovisão da Canção | Festival Eurovisão da Canção        | Festival Eurovisão de Jovens Músicos | Festival Eurovisão de Jovens Músicos | Festival Eurovisão de Jovens Dançarinos | Festival Eurovisão de Jovens Dançarinos | Festival Eurovisão da Canção Júnior | Festival Eurovisão da Canção Júnior | Festival Eurovisão da Dança | Festival Eurovisão da Dança  | Coro do Ano da Eurovisão | Coro do Ano da Eurovisão |
| Ano  | Ed.                          | Cidade Anfitriã                     | Ed.                                  | Cidade Anfitriã                      | Ed.                                     | Cidade Anfitriã                         | Ed.                                 | Cidade Anfitriã                     | Ed.                         | Cidade Anfitriã              | Ed.                      | Cidade Anfitriã          |
| ---- | ---------------------------- | ----------------------------------- | ------------------------------------ | ------------------------------------ | --------------------------------------- | --------------------------------------- | ----------------------------------- | ----------------------------------- | --------------------------- | ---------------------------- | ------------------------ | ------------------------ |
| 1956 | I                            | Lugano, Suíça                       |                                      |                                      |                                         |                                         |                                     |                                     |                             |                              |                          |                          |
| 1957 | II                           | Frankfurt, Alemanha                 |                                      |                                      |                                         |                                         |                                     |                                     |                             |                              |                          |                          |
| 1958 | III                          | Hilversum, Países Baixos            |                                      |                                      |                                         |                                         |                                     |                                     |                             |                              |                          |                          |
| 1959 | IV                           | Cannes, França                      |                                      |                                      |                                         |                                         |                                     |                                     |                             |                              |                          |                          |
| 1960 | V                            | Londres, Reino Unido                |                                      |                                      |                                         |                                         |                                     |                                     |                             |                              |                          |                          |
| 1961 | VI                           | Cannes, França                      |                                      |                                      |                                         |                                         |                                     |                                     |                             |                              |                          |                          |
| 1962 | VII                          | Luxemburgo, Luxemburgo              |                                      |                                      |                                         |                                         |                                     |                                     |                             |                              |                          |                          |
| 1963 | VIII                         | Londres, Reino Unido                |                                      |                                      |                                         |                                         |                                     |                                     |                             |                              |                          |                          |
| 1964 | IX                           | Copenhaga, Dinamarca                |                                      |                                      |                                         |                                         |                                     |                                     |                             |                              |                          |                          |
| 1965 | X                            | Nápoles, Itália                     |                                      |                                      |                                         |                                         |                                     |                                     |                             |                              |                          |                          |
| 1966 | XI                           | Luxemburgo, Luxemburgo              |                                      |                                      |                                         |                                         |                                     |                                     |                             |                              |                          |                          |
| 1967 | XII                          | Viena, Áustria                      |                                      |                                      |                                         |                                         |                                     |                                     |                             |                              |                          |                          |
| 1968 | XIII                         | Londres, Reino Unido                |                                      |                                      |                                         |                                         |                                     |                                     |                             |                              |                          |                          |
| 1969 | XIV                          | Madrid, Espanha                     |                                      |                                      |                                         |                                         |                                     |                                     |                             |                              |                          |                          |
| 1970 | XV                           | Amesterdão, Países Baixos           |                                      |                                      |                                         |                                         |                                     |                                     |                             |                              |                          |                          |
| 1971 | XVI                          | Dublin, Irlanda                     |                                      |                                      |                                         |                                         |                                     |                                     |                             |                              |                          |                          |
| 1972 | XVII                         | Edimburgo, Reino Unido              |                                      |                                      |                                         |                                         |                                     |                                     |                             |                              |                          |                          |
| 1973 | XVIII                        | Luxemburgo, Luxemburgo              |                                      |                                      |                                         |                                         |                                     |                                     |                             |                              |                          |                          |
| 1974 | XIX                          | Brighton, Reino Unido               |                                      |                                      |                                         |                                         |                                     |                                     |                             |                              |                          |                          |
| 1975 | XX                           | Estocolmo, Suécia                   |                                      |                                      |                                         |                                         |                                     |                                     |                             |                              |                          |                          |
| 1976 | XXI                          | Haia, Países Baixos                 |                                      |                                      |                                         |                                         |                                     |                                     |                             |                              |                          |                          |
| 1977 | XXII                         | Londres, Reino Unido                |                                      |                                      |                                         |                                         |                                     |                                     |                             |                              |                          |                          |
| 1978 | XXIII                        | Paris, França                       |                                      |                                      |                                         |                                         |                                     |                                     |                             |                              |                          |                          |
| 1979 | XXIV                         | Jerusalém, Israel                   |                                      |                                      |                                         |                                         |                                     |                                     |                             |                              |                          |                          |
| 1980 | XXV                          | Haia, Países Baixos                 |                                      |                                      |                                         |                                         |                                     |                                     |                             |                              |                          |                          |
| 1981 | XXVI                         | Dublin, Irlanda                     |                                      |                                      |                                         |                                         |                                     |                                     |                             |                              |                          |                          |
| 1982 | XXVII                        | Harrogate, Reino Unido              | I                                    | Manchester, Reino Unido              |                                         |                                         |                                     |                                     |                             |                              |                          |                          |
| 1983 | XXVIII                       | Munique, Alemanha                   |                                      |                                      |                                         |                                         |                                     |                                     |                             |                              |                          |                          |
| 1984 | XXIX                         | Luxemburgo, Luxemburgo              | II                                   | Geneva, Suíça                        |                                         |                                         |                                     |                                     |                             |                              |                          |                          |
| 1985 | XXX                          | Gotemburgo, Suécia                  |                                      |                                      | I                                       | Reggio Emilia, Itália                   |                                     |                                     |                             |                              |                          |                          |
| 1986 | XXXI                         | Bergen, Noruega                     | III                                  | Copenhaga, Dinamarca                 |                                         |                                         |                                     |                                     |                             |                              |                          |                          |
| 1987 | XXXII                        | Bruxelas, Bélgica                   |                                      |                                      | II                                      | Schwetzingen, Alemanha                  |                                     |                                     |                             |                              |                          |                          |
| 1988 | XXXIII                       | Dublin, Irlanda                     | IV                                   | Amesterdão, Países Baixos            |                                         |                                         |                                     |                                     |                             |                              |                          |                          |
| 1989 | XXXIV                        | Lausanne, Suíça                     |                                      |                                      | III                                     | Paris, França                           |                                     |                                     |                             |                              |                          |                          |
| 1990 | XXXV                         | Zagreb, Jugoslávia                  | V                                    | Viena, Áustria                       |                                         |                                         |                                     |                                     |                             |                              |                          |                          |
| 1991 | XXXVI                        | Roma, Itália                        |                                      |                                      | IV                                      | Helsínquia, Finlândia                   |                                     |                                     |                             |                              |                          |                          |
| 1992 | XXXVII                       | Malmö, Suécia                       | VI                                   | Bruxelas, Bélgica                    |                                         |                                         |                                     |                                     |                             |                              |                          |                          |
| 1993 | XXXVIII                      | Millstreet, Irlanda                 |                                      |                                      | V                                       | Estocolmo, Suécia                       |                                     |                                     |                             |                              |                          |                          |
| 1994 | XXXIX                        | Dublin, Irlanda                     | VII                                  | Varsóvia, Polónia                    |                                         |                                         |                                     |                                     |                             |                              |                          |                          |
| 1995 | XL                           | Dublin, Irlanda                     |                                      |                                      | VI                                      | Lausanne, Suíça                         |                                     |                                     |                             |                              |                          |                          |
| 1996 | XLI                          | Oslo, Noruega                       | VIII                                 | Lisboa, Portugal                     |                                         |                                         |                                     |                                     |                             |                              |                          |                          |
| 1997 | XLII                         | Dublin, Irlanda                     |                                      |                                      | VII                                     | Gdansk, Polónia                         |                                     |                                     |                             |                              |                          |                          |
| 1998 | XLII                         | Birmingham, Reino Unido             | IX                                   | Viena, Áustria                       |                                         |                                         |                                     |                                     |                             |                              |                          |                          |
| 1999 | XLIV                         | Jerusalém, Israel                   |                                      |                                      | VIII                                    | Lyon, França                            |                                     |                                     |                             |                              |                          |                          |
| 2000 | XLV                          | Estocolmo, Suécia                   | X                                    | Bergen, Noruega                      |                                         |                                         |                                     |                                     |                             |                              |                          |                          |
| 2001 | XLVI                         | Copenhaga, Dinamarca                |                                      |                                      | IX                                      | Londres, Reino Unido                    |                                     |                                     |                             |                              |                          |                          |
| 2002 | XLVII                        | Tallinn, Estónia                    | XI                                   | Berlim, Alemanha                     |                                         |                                         |                                     |                                     |                             |                              |                          |                          |
| 2003 | XLVIII                       | Riga, Letónia                       |                                      |                                      | X                                       | Amesterdão, Países Baixos               | I                                   | Copenhaga, Dinamarca                |                             |                              |                          |                          |
| 2004 | XLIX                         | Istambul, Turquia                   | XII                                  | Lucerna, Suíça                       |                                         |                                         | II                                  | Lillehammer, Noruega                |                             |                              |                          |                          |
| 2005 | L                            | Kiev, Ucrânia                       |                                      |                                      | XI                                      | Varsóvia, Polónia                       | III                                 | Hasselt, Bélgica                    |                             |                              |                          |                          |
| 2006 | LI                           | Atenas, Grécia                      | XIII                                 | Viena, Áustria                       |                                         |                                         | IV                                  | Bucareste, Roménia                  |                             |                              |                          |                          |
| 2007 | LII                          | Helsínquia, Finlândia               |                                      |                                      | XII                                     | Oslo, Noruega (cancelado)               | V                                   | Roterdão, Países Baixos             | I                           | Londres, Reino Unido         |                          |                          |
| 2008 | LIII                         | Belgrado, Sérvia                    | XIV                                  | Viena, Áustria                       |                                         |                                         | VI                                  | Limassol, Chipre                    | II                          | Glasgow, Reino Unido         |                          |                          |
| 2009 | LIV                          | Moscovo, Rússia                     |                                      |                                      | XII                                     | Oslo, Noruega (cancelado)               | VII                                 | Kiev, Ucrânia                       | III                         | Baku, Azerbaijão (cancelado) |                          |                          |
| 2010 | LV                           | Baerum, Noruega                     | XV                                   | Viena, Áustria                       |                                         |                                         | VIII                                | Minsk, Bielorrússia                 | III                         | Baku, Azerbaijão (cancelado) |                          |                          |
| 2011 | LVI                          | Düsseldorf, Alemanha                |                                      |                                      | XII                                     | Oslo, Noruega                           | IX                                  | Ierevan, Armênia                    |                             |                              |                          |                          |
| 2012 | LVII                         | Baku, Azerbaijão                    | XVI                                  | Viena, Áustria                       |                                         |                                         | X                                   | Amsterdã, Países Baixos             |                             |                              |                          |                          |
| 2013 | LVIII                        | Malmö, Suécia                       |                                      |                                      | XIII                                    | Gdańsk, Polónia                         | XI                                  | Kyiv, Ucrânia                       |                             |                              |                          |                          |
| 2014 | LIX                          | Copenhague, Dinamarca               | XVII                                 | Colónia, Alemanha                    |                                         |                                         | XII                                 | Marsa, Malta                        |                             |                              |                          |                          |
| 2015 | LX                           | Viena, Áustria                      |                                      |                                      | XIV                                     | Plzeň, República Checa                  | XIII                                | Sófia, Bulgária                     |                             |                              |                          |                          |
| 2016 | LXI                          | Estocolmo, Suécia                   | XVIII                                | Colónia, Alemanha                    |                                         |                                         | XIV                                 | Valetta, Malta                      |                             |                              |                          |                          |
| 2017 | LXII                         | Kiev, Ucrânia                       |                                      |                                      | XV                                      | Praga, República Checa                  | XV                                  | Tbilisi, Geórgia                    | I                           | Riga, Letónia                |                          |                          |
| 2018 | LXIII                        | Lisboa, Portugal                    | XIX                                  | Edinburgo, Reino Unido               |                                         |                                         | XVI                                 | Minsk, Bielorrússia                 |                             |                              |                          |                          |
| 2019 | LXIV                         | Tel Aviv, Israel                    |                                      |                                      | XVII                                    | Gliwice, Pólonia                        | II                                  | Gotemburgo, Suécia                  |                             |                              |                          |                          |
| 2020 | LXV                          | Roterdão, Países Baixos (Cancelado) | XVIII                                | , Pólonia                            |                                         |                                         |                                     |                                     |                             |                              |                          |                          |
| 2021 | LXV                          | Roterdão, Países Baixos             | XIX                                  | Paris, França                        |                                         |                                         |                                     |                                     |                             |                              |                          |                          |
| 2022 | LXVI                         | Turim, Itália                       | XX                                   | Montpellier, França                  | XX                                      | Ierevan, Armênia                        |                                     |                                     |                             |                              |                          |                          |
| 2023 | LXVII                        | Liverpool, Reino Unido              |                                      |                                      | XXI                                     | Nice, França                            |                                     |                                     |                             |                              |                          |                          |
| 2024 | LXVIII                       | Malmö, Suécia                       | XXII                                 | Madrid, Espanha                      |                                         |                                         |                                     |                                     |                             |                              |                          |                          |
| 2025 | LXIX                         | , Suiça                             | XXI                                  | Bodø, Noruega                        |                                         |                                         |                                     |                                     |                             |                              |                          |                          |
| Ano  | Ed.                          | Cidade anfitriã                     | Ed.                                  | Cidade anfitriã                      | Ed.                                     | Cidade anfitriã                         | Ed.                                 | Cidade anfitriã                     | Ed.                         | Cidade anfitriã              | Ed.                      | Cidade anfitriã          |
| Ano  | Festival Eurovisão da Canção | Festival Eurovisão da Canção        | Festival Eurovisão de Jovens Músicos | Festival Eurovisão de Jovens Músicos | Festival Eurovisão de Jovens Dançarinos | Festival Eurovisão de Jovens Dançarinos | Festival Eurovisão da Canção Júnior | Festival Eurovisão da Canção Júnior | Festival Eurovisão da Dança | Festival Eurovisão da Dança  | Coro do Ano da Eurovisão | Coro do Ano da Eurovisão |